# سيلوسين
سيلوسين (المعروف أيضا باسم 4-HO-DMT، DMT 4-هيدروكسي، psilocine، psilocyn، أو psilotsin) هو تبديل التريبتامين قلويد و هو مخدر هرمون السيروتونين .

## نبذة
إنه موجود في معظم أنواع الفطر المخدر مع نظيره السيلوسيبين الفسفوري . سيلوسين هو أحد أدوية الجدول الأول بموجب اتفاقية المؤثرات العقلية .  إن تأثيرات السيلوسين المتغيرة للعقل متغيرة للغاية وذاتية وتشبه تأثيرات LSD وDMT .

## التأثيرات السلوكية وغير السلوكية

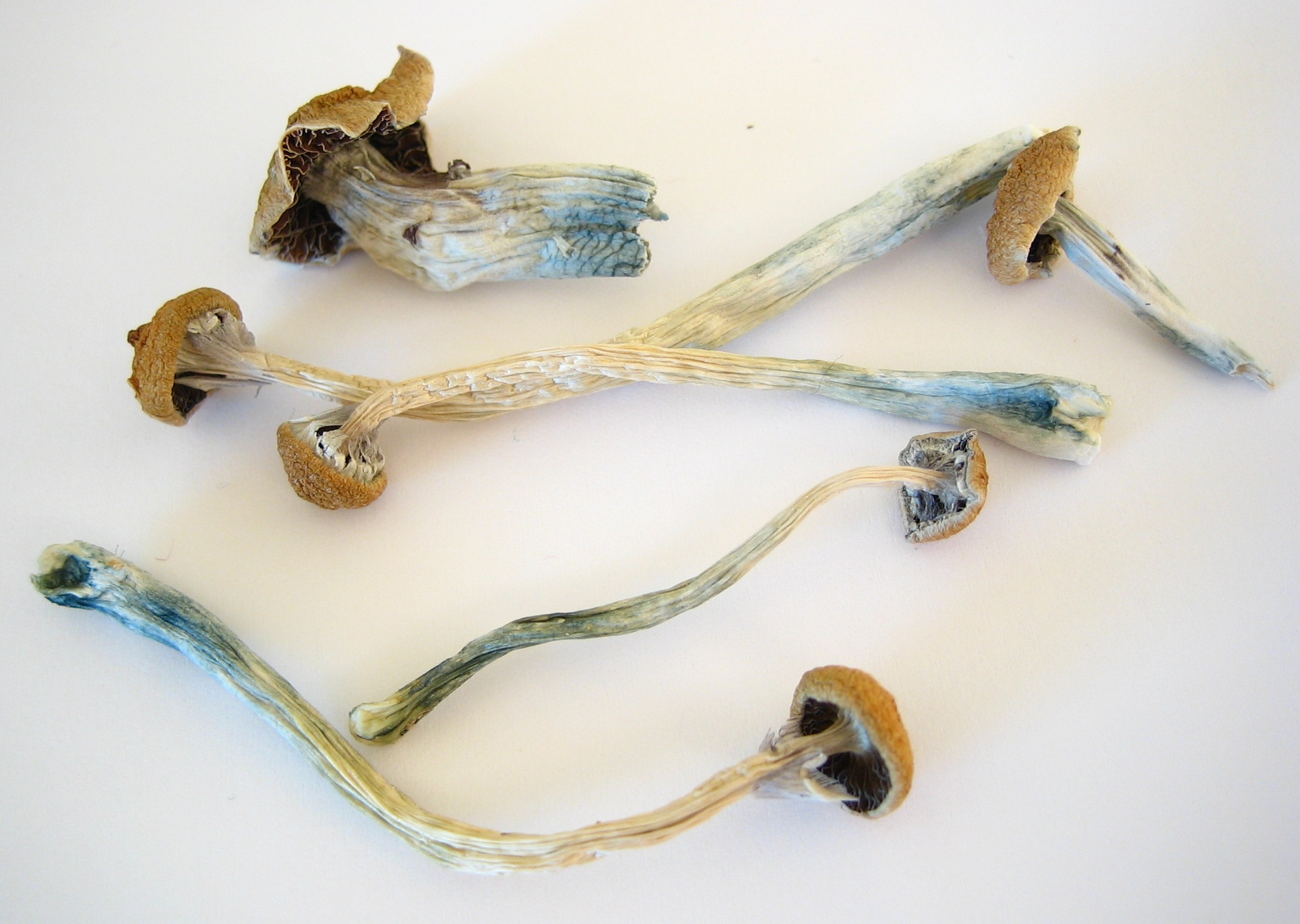
فطر السيلوسيبين المجفف. (لاحظ الكدمات الزرقاء المميزة على سيقان الفطر.)

آثاره الفسيولوجية مشابهة لحالة الاستثارة الودية . ولاحظ آثار محددة بعد تناول ويمكن أن تشمل ولكن لا تقتصر على عدم انتظام دقات القلب ، المتوسعة التلاميذ ، والأرق أو الاستثارة، والنشوة، المفتوحة والمغلقة مرئيات العين (مشتركة في المتوسط لجرعات عالية)، محاسة (مثل سماع الألوان والأصوات رؤية)، وزيادة درجة حرارة الجسم والصداع والتعرق والقشعريرة والغثيان . يعمل سيلوسين بمثابة ناهض 5-HT2A و 5-HT2C و 5-HT1A أو ناهض جزئي. يُزعم أن المستقبلات تنظم بشكل كبير المرئيات ، واتخاذ القرار ، والمزاج ، وانخفاض ضغط الدم ومعدل ضربات القلب. 
لا يوجد عمليا أي حالة مميتة مباشرة مرتبطة بالسيلوسين.  لا توجد متلازمة انسحاب عمليا عند توقف الاستخدام المزمن لهذا الدواء . هناك تفاوت متصالب بين سيلوسين و ومسكالين و وال اس دي و ومنبهات 5-HT 2A و 5-HT 2C و 5-HT 1A بسبب التنظيم الخافت لهذه المستقبلات.

## الوضع القانوني
تلزم اتفاقية الأمم المتحدة بشأن المؤثرات العقلية (المعتمدة في عام 1971) أعضائها بحظر السيلوسيبين ، ويطلب من أطراف المعاهدة تقييد استخدام الدواء في البحث الطبي والعلمي في ظل ظروف خاضعة لرقابة صارمة.

### أستراليا
يعتبر سيلوسين مادة محظورة في الجدول 9 في أستراليا بموجب معيار السموم (أكتوبر 2015).  المواد المدرجة في الجدول 9 هي مادة يمكن إساءة استخدامها أو إساءة استخدامها ، ويجب حظر تصنيعها أو حيازتها أو بيعها أو استخدامها بموجب القانون إلا عندما يكون ذلك مطلوبًا لأغراض البحث الطبي أو العلمي ، أو لأغراض التحليل أو التدريس أو التدريب بموافقة الكومنولث و / أو سلطات الصحة في الولاية أو الإقليم.

### روسيا
سيلوسين و سيلوسيبين مادتان محظوران في روسيا كمواد مخدرة مع عقوبة جنائية لحيازة 50 جرام على الأقل. 